# Бургпрепах
Бургпрепах (њем. Burgpreppach) град је у њемачкој савезној држави Баварска. Једно је од 26 општинских средишта округа Хасберге. Према процјени из 2010. у граду је живјело 1.414 становника. Посједује регионалну шифру (AGS) 9674121.

## Географски и демографски подаци
Бургпрепах се налази у савезној држави Баварска у округу Хасберге. Град се налази на надморској висини од 290 метара. Површина општине износи 38,8 km². У самом граду је, према процјени из 2010. године, живјело 1.414 становника. Просјечна густина становништва износи 36 становника/km².